# Maria Bujalska

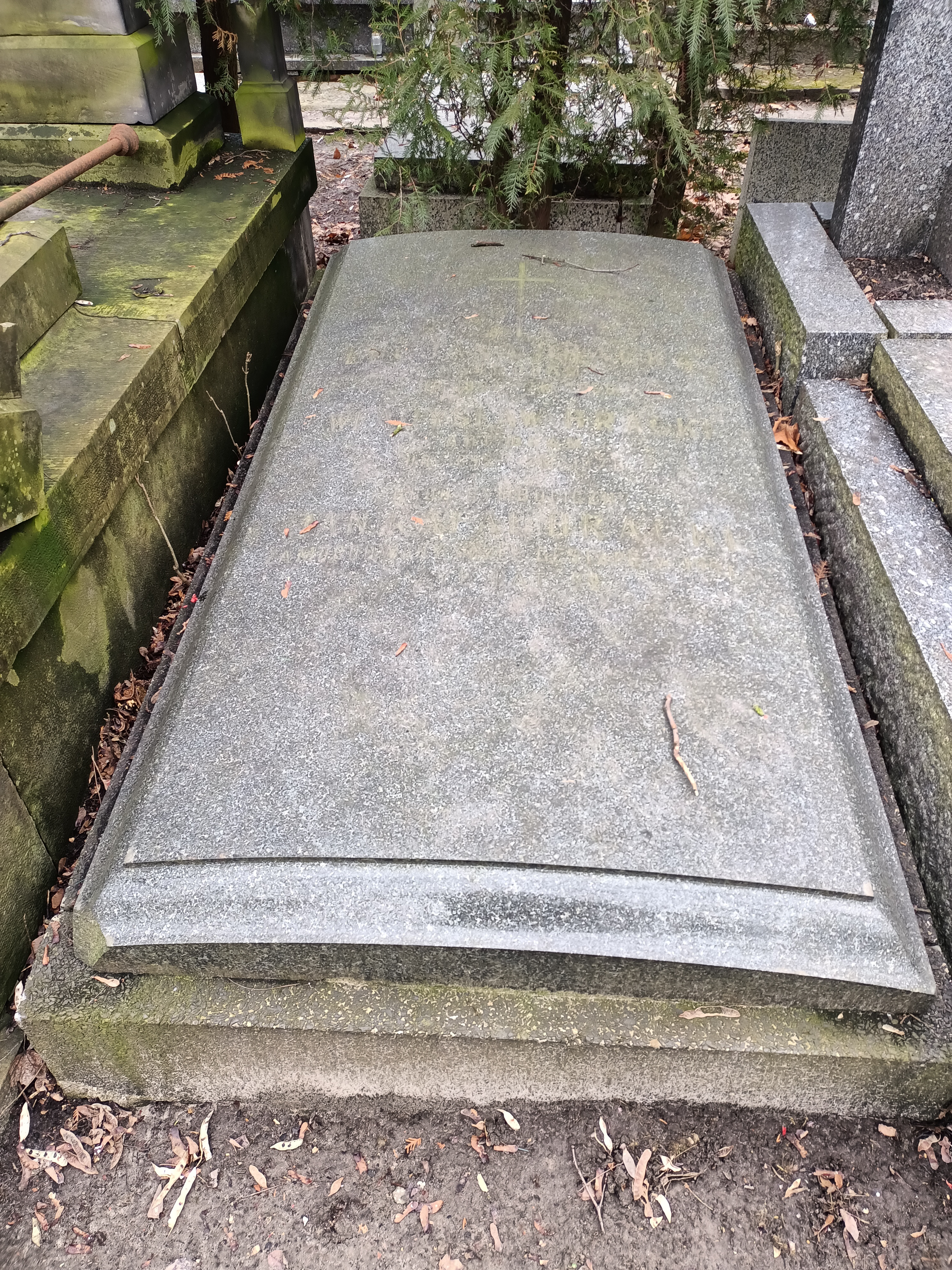
Nagrobek Marii Bujalskiej na Cmentarzu Powązkowskim

Maria Bujalska z domu Skoczylas (ur. 1886, zm. 1977 w Warszawie) – historyczka i pedagożka.

## Życiorys
Urodziła się w rodzinie Franciszka i Józefy z Widomskich. Żona Jerzego Bujalskiego. Pierwsza kobieta-absolwentka Wydziału Historii Uniwersytetu Jagiellońskiego. Długoletnia nauczycielka historii w gimnazjum im. Słowackiego. W czasie II wojny światowej prowadziła tajne nauczanie w Warszawie. Więzień warszawskiego Pawiaka, następnie długoletni więzień obozu koncentracyjnego w KL Ravensbrück, na terenie obozu też prowadziła tajne nauczanie. Zmarła w 1977 w Warszawie, pochowana na Starych Powązkach (kwatera 287-7-4).